# 1204
1204 (MCCIV) var ett skottår som började en torsdag i den julianska kalendern.

## Händelser

### Januari
- 2 januari – Dagen efter den norske kungen Håkon Sverressons död utropas hans endast fyraårige sonson Guttorm Sigurdsson till kung av Norge. Denne dör dock själv av sjukdom redan den 11 augusti samma år.

### Augusti
- Augusti – Sedan den femårige norske kungen Guttorm har dött den 11 augusti utropas hans släkting Inge Bårdsson till ny kung av Norge.

### Okänt datum
- Staden Wakefield i Yorkshire får stadsrättigheter.

## Födda
- Håkon Håkonsson, kung av Norge 1217–1263.
- Roesia de Verdun, irländsk arvtagare och länsherre

## Avlidna
- 1 januari – Håkon Sverresson, kung av Norge sedan 1202.
- 1 april – Eleonora av Akvitanien, drottning av Frankrike 1137–1152 (gift med Ludvig VII) och av England 1154–1189 (gift med Henrik II)
- 11 augusti – Guttorm Sigurdsson, kung av Norge sedan 2 januari detta år.
- Ingegerd Sverkersdotter, svensk abbedissa, dotter till Sverker den äldre.
- Minamoto no Yoriie, shogun av Japan.